# Pleraplysilla minchini
Pleraplysilla minchini är en svampdjursart som beskrevs av Topsent 1905. Pleraplysilla minchini ingår i släktet Pleraplysilla och familjen Dysideidae. Inga underarter finns listade i Catalogue of Life.